# Крейн, Чарльз Ричард
Чарльз Ричард Крейн (англ. Charles Richard Crane, 1858—1939) — состоятельный американский бизнесмен, наследник крупного промышленного состояния и знаток арабской культуры, в особенности арабистики. Благодаря широким бизнес-интересам участвовал в государственной и международной политике, имел привилегированный доступ ко многим влиятельным фигурам на верхних уровнях власти. Область его интересов была в Восточной Европе и на Ближнем Востоке.

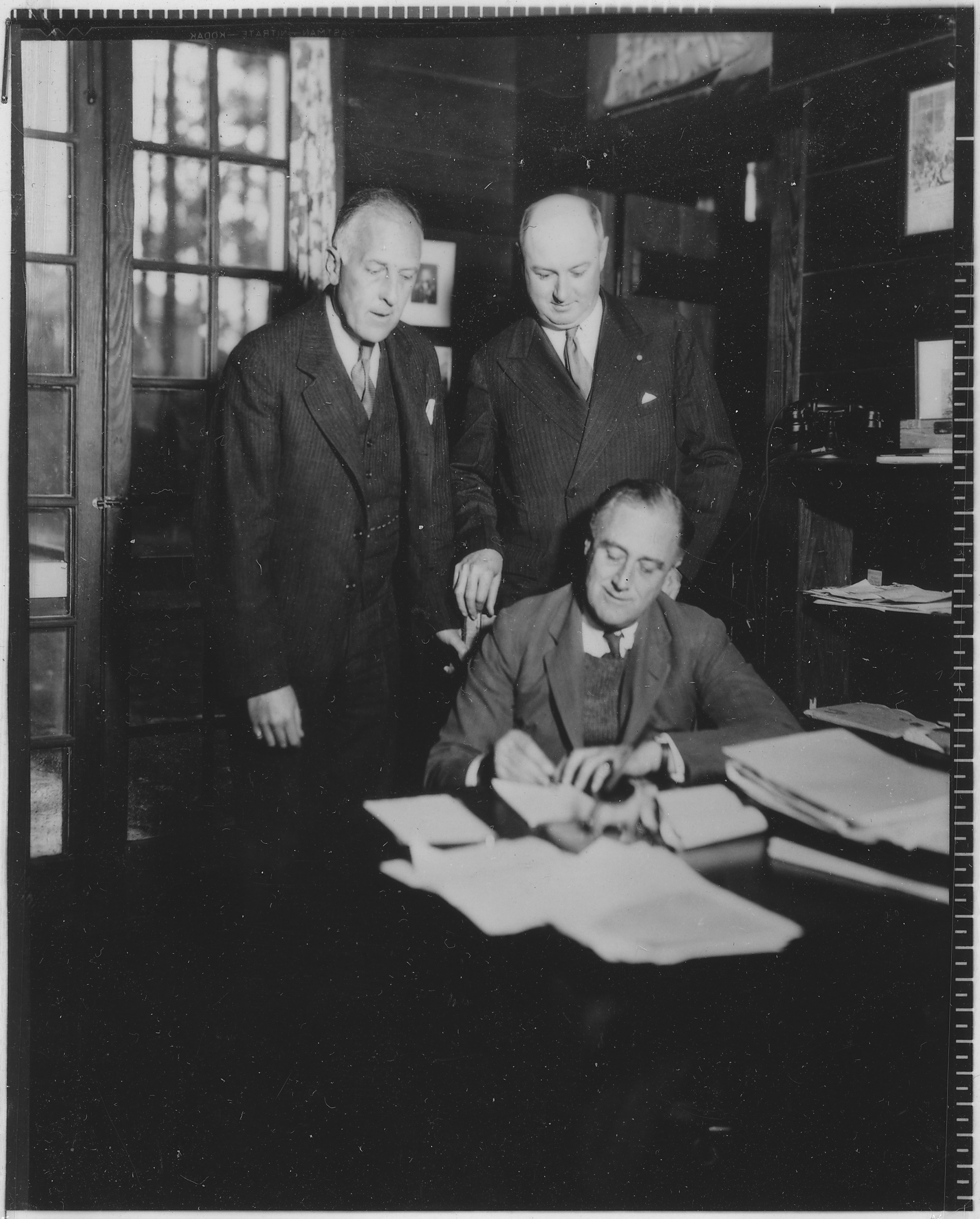
Чарльз Р. Крейн (слева) и Джеймс Фарли стоят позади Франклина Д. Рузвельта в Уорм-Спрингс (Джорджия), Джорджия, 7 декабря 1931 года.

## Биография
Родился в семье промышленника Ричарда Теллера Крейна, владельца крупной компании по производству водопроводных труб и оборудования и лифтов в Чикаго. Учился до 14 лет. Работал в компании отца. В 1881 году женился на Корнелии Смит. Много путешествовал по разным странам, в том числе за свою жизнь более двадцати раз был в России и СССР.
В 1909 году Крейн был назначен президентом Тафтом посланником в Китай. Ещё не успев выехать к месту работы, Крейн резко высказался о заключении японо-китайского договора, после чего госсекретарь США Филандер Нокс настоял на отмене назначения Крейна.
В 1900-х годах Крейн приглашал для прочтения лекций в Чикагском университете известных учёных и политических деятелей: Максима Ковалевского, Павла Милюкова и Томаша Масарика. Крейн хотел организовать в университете центр по изучению России. Был знаком с Патриархом Тихоном, ещё в период его службы в Америке.
Компания Крейна была крупным акционером Петербургского тормозного завода, принадлежавшего концерну "Вестингауз компани". Будучи вице-президентом фирмы отца, организовал в России компанию «Вестингауз» и в период с 1890 по 1930 годы побывал там не менее двадцати трех раз. Впервые приехал в Россию в 1894 году, посетил в Нижнем Новгороде В. Г. Короленко.  В 1898 году Крейн встречался с Николаем II и позднее вспоминал, как императору, что «его народу удалось сберечь самые восхитительные традиции Востока, традиции гостеприимства, и что способ его проявления на всех уровнях, снизу доверху, исключительно прост и очарователен – как именно это делать, они знают лучше всех в мире, и в этом вопросе не нуждаются ни в чьих наставлениях». 
В 1912 году умер отец Крейна, и он встал во главе отцовской компании, но через два года уступил председательский пост своему брату.
В 1912—1913 годах был директором Национального банка Чикаго. Был председателем финансового комитета Демократической партии. Внёс свой вклад в создание Федеральной резервной системы США.
Крейн хорошо знал Россию, и в 1913 году Вудро Вильсон предложил Крейну должность посла США в России, но тот отклонил это назначение в личном письме президенту. Крейн поддержал участие России в Первой мировой войне, заявив: «Россия борется за свою свободу от прусского господства и вкладывает все свое сердце в эту войну». Крейн был наиболее доверенным советником  Вильсона по всем вопросам, касавшимся России. 
В 1916—1924 годах был членом клуба миллионеров «Джекайлл Айленд Клуб» на острове Джекилл, Джорджия. Чарльза Крейна можно охарактеризовать как состоятельного американца с деловыми и личными интересами в России и с очень серьезными связями с администрацией Вудро Вильсона.
По словам бывшего посла в Германии Уильяма Додда, Крейн «много сделал, чтобы вызвать революцию Керенского, которая уступила дорогу коммунизму».
27 марта 1917 года, сразу после Февральской революции, Крейн в очередной раз отправился в Россию на борту трансатлантического лайнера Kristianiafjord (плыл на одном корабле с Троцким), а затем был назначен членом специальной дипломатической миссии Рута. 
В 1917—18 годах Крейн действовал в России как личный представитель президента США Вудро Вильсона. Он был активным противником октябрьского переворота 1917 года и, согласно некоторым американским источникам, оказывал финансовую помощь атаману Каледину в борьбе с большевиками. 
В 1919 году присутствовал на Парижской мирной конференции. Был назначен американским представителем в Межсоюзническую комиссию по мандатам в Турции, которая вырабатывала рекомендации по разделу Османской империи.
В мае 1920 года — июне 1921 года Крейн был американским послом в Китае.
В конце 1930-х годах был сторонником сотрудничества с Гитлером, считал Третий Рейх «самым здоровым государством Европы» и миролюбивой страной и рекомендовал президенту Ф. Рузвельту не втягиваться в критику этой страны.

### Коллекционирование
Крейн одним из первых в США собрал большую коллекцию русского искусства. В коллекции были русские иконы, «Два дервиша из Туркестана» Верещагина, «Двор мечети в Каире» Билибина, «Сани» (с царящим в середине полотна крупом лошади) Малявина, «Базар в Самарканде» Гиго Габашвили. Чарльз Крейн часто прямо заказывал художникам картины. Например, Николаю Рериху — «Ростовский кремль» (1922).
Крейн спонсировал чешского художника Альфонса Муху, чтобы тот смог написать «Славянскую эпопею» — двадцать огромных полотен, посвященных главным событиям из истории славян, и подарить их Праге. Специально для Чарльза Крейна Муха написал уменьшенный вариант «Освобождения русских крестьян от крепостной зависимости» — собор Василия Блаженного над группками растерянных крестьян на снегу.
Когда в СССР был разграблен Данилов монастырь, Крейн при помощи археолога Томаса Виттемора купил колокола со звонницы монастыря и подарил их Гарвардскому университету.